# ヨウ素酸塩

ヨウ素酸イオン IO_{3}^{-}

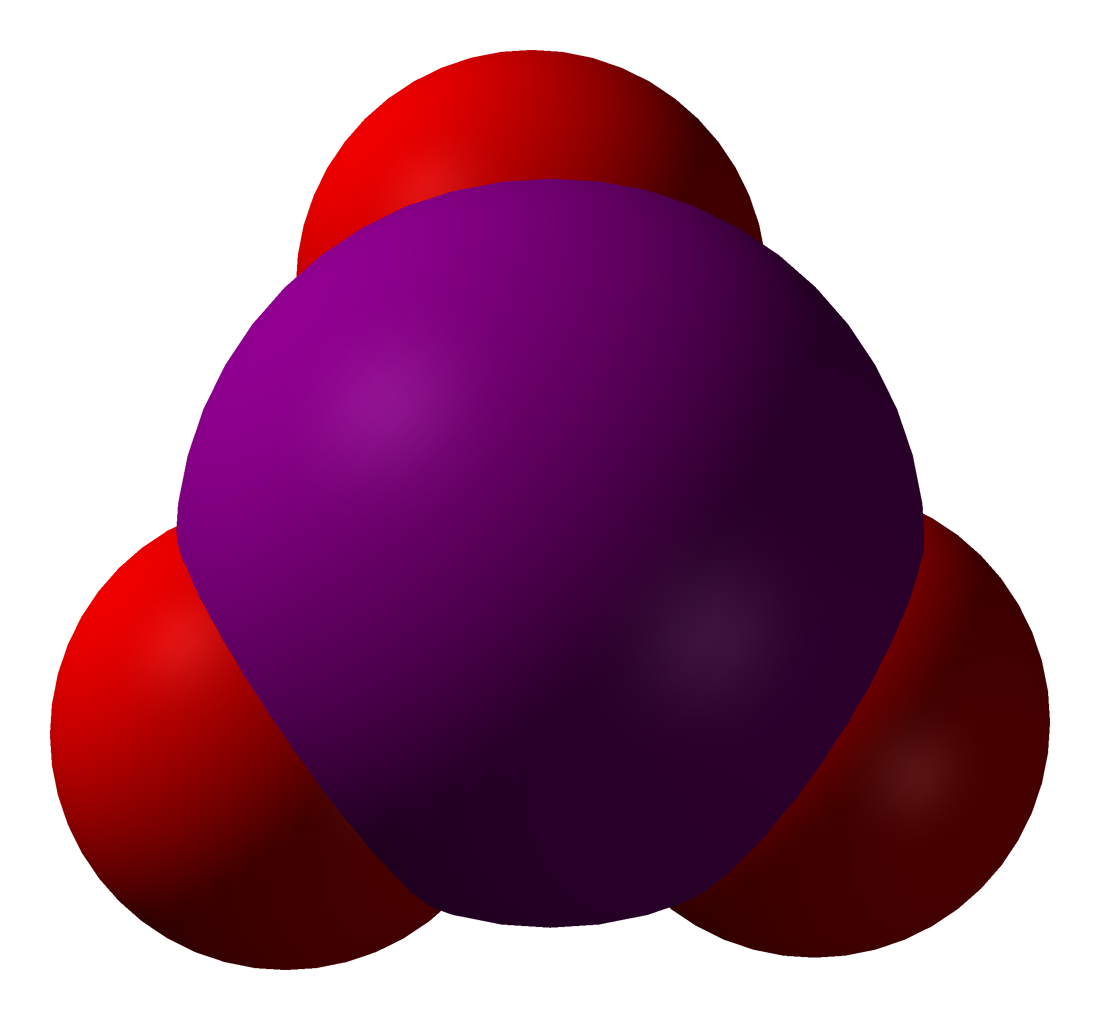
ヨウ素酸イオンの空間充填モデル

ヨウ素酸塩（ヨウそさんえん、英: iodate）は、ヨウ素酸イオンを含む塩である。ヨウ素酸イオン (IO3-) は、ヨウ素原子に3個の酸素原子が結合した、三角錐形構造をとる。
ヨウ素酸塩は過ヨウ素酸塩をチオエステルで還元することで得られ、副生成物としてスルホキシドが生成する。
一般にヨウ素酸塩は塩素酸塩と性質が類似している。酸性下ではヨウ素酸が生成する。ヨウ素酸水素カリウム (KH(IO3)2) はヨウ素酸カリウムとヨウ素酸の複塩で、酸である。ヨウ素酸塩はヨウ素時計反応においても使われる。

## 主なヨウ素酸塩
- ヨウ素酸ナトリウム (NaIO3)
- ヨウ素酸銀 (AgIO3)
- ヨウ素酸カルシウム (Ca(IO3)2)